# Windhaager Messe
La Windhaager Messe, WAB 25, est une missa brevis composée par Anton Bruckner en 1842.

## Historique
Bruckner a composé la Windhaager Messe, WAB 25, en 1842, lorsqu'il était instituteur adjoint à Windhaag.
On a d'abord cru qu'elle était composée pour Maria Jobst, la soliste alto de la chorale de l'église de Windhaag,. Il s'est ultérieurement avéré qu'elle avait été composée pour sa jeune sœur Anna,.
La partition, dont le manuscrit est stocké dans l'archive de Wels, a d'abord été publiée dans le volume I, pp. 173-189 de la biographie Göllerich/Auer. Elle est éditée dans le Volume XXI/2 de la Bruckner Gesamtausgabe.

## Composition
La Windhaager Messe, aussi appelée Messe in C-Dur (messe en do majeur), est une Missa brevis en do majeur pour soliste alto, deux cors et orgue.
La composition comprend six parties :
1. Kyrie, do majeur
2. Gloria, do majeur
3. Credo, do majeur
4. Sanctus, do majeur
5. Benedictus, mi bémol majeur
6. Agnus Dei, do majeur

L'œuvre, qui utilise un texte réduit à son strict minimum, est de texture principalement homophonique, souvent proche du plain-chant, comme, par exemple, la première phrase du Kyrie et du Credo, avec quelques passages en contrepoint. La partie de l'orgue, qui suit celle de la soliste alto, est en basse non-chiffrée,. L'utilisation des cors "ajoute un timbre chaud et familier à la partition, et aide à clarifier l'harmonie".
Suivant la tradition des Landmesses, le Gloria et le Credo n'utilisent qu'une partie du texte habituellement associé à ces parties de la messe. Ces messes brèves (Missa brevis) étaient souvent utilisées dans les églises rurales d'Autriche, surtout pendant l'Avent et le Carême,.
Le court Sanctus présente l'utilisation la plus large des cors au cours de l'œuvre. Le Benedictus, en mi bémol majeur, est plus mélodeux et utilise le texte de manière moins scandée, que le reste de l'œuvre. La conclusion de l' Agnus Dei rappelle celle du Credo – une touche discrète, mais efficace d'intégration musicale,.
La désignation par Bruckner de cette composition, comme une Messe chorale fait référence à sa simplicité, de type hymne. Sur le plan des tonalités, l'œuvre suit des modèles harmoniques classiques, mais, comme Bruckner le fera tout au long de sa vie, elle contient également de fréquentes modulations, souvent assez éloignées de la tonalité initiale et sans accord de transition,. Les fréquentes apparitions de passages en unisson tout au long de l'œuvre sont une caractéristique supplémentaire du style ultérieur de Bruckner. Kinder conclut son analyse comme suit : 
[The] attention lavished to this modest work is justified, not merely because it was Bruckner's first extended composition, but also because of its interesting and prophetic musical ideas.
Traduction : [L']attention accordée à cette œuvre modeste est justifiée, non simplement parce qu'elle était la première composition importante de Bruckner, mais aussi en raison de ses idées intéressantes et prophétiques sur le plan musical.

## Utilisation dans la liturgie moderne
Pour pouvoir utiliser la Windhaager Messe lors d'une célébration eucharistique, Kajetan Schmidinger et Joseph Messner ont vers 1927 fait arrangement pour chœur mixte avec révision du Gloria et du Credo, et accompagnement par orgue, cuivres et quintette à cordes,.

## Discographie

### Version originale
Une sélection parmi les enregistrements de la version originale de la messe :
- Wolfgang Riedelbauch, Ingeborg Russ (alto), Anton Bruckner - Psaume 146 et Windhaager Messe – LP : Coloseum SM 548, 1972.
Transféré sur CD, avec l'enregistrement historique de la Symphonie "annulée" en ré mineur par Hortense von Gelmini : Klassic Haus KHCD 2012-007, 2012
- Ulrich Köbl, Cornelia Wulkopf (alto), Sakrale Waldhornmusik – CD: Ars FCD 368 304, vers 1988
- Rupert Gottfried Frieberger, Sigrid Hagmüller (alto), Anton Bruckner – Oberösterreichische Kirchenmusik – Fabian Records CD : 5112, 1995
- Bernhard Prammer, Elisabeth Mayer (alto), Kammermusikalische Kostbarkeiten von Anton Bruckner – CD : Weinberg Records SW 01 036-2, 1996
- Valeri Polianski, Ludmila Kunetsova (mezzo-soprano), Bruckner - Mass in C major, Mass No. 2 in E minor – CD : Chandos CHAN 9863, 1998
- Matthias Giesen,  Günther Groissböck (basse), In Te Domine Speravi – Gramola CD 99327, 2024

### Arrangement de Schmidinger & Messner
- Svetlana Girba, KHG-Chor Karlsruhe, Ralph Hammer (orgue), Musica sacra – CD édité par la chorale, 1999
- Barbara Kling, Ottilia Cappella,   Himmelswege - Lieder vom Leben und von der Liebe – CD : EOS LC 28574, 2019

## Sources
- August Göllerich, Anton Bruckner. Ein Lebens- und Schaffens-Bild, c. 1922  – édition posthume par Max Auer, G. Bosse, Ratisbonne, 1932
- Anton Bruckner – Sämtliche Werke, Band XXI: Kleine Kirchenmusikwerke, Musikwissenschaftlicher Verlag der Internationalen Bruckner-Gesellschaft, Hans Bauernfeind et Leopold Nowak (Éditeurs), Vienne, 1984/2001
- Max Auer, Anton Bruckner. Sein Leben und Werk. Amalthée-Verlag, Vienne, c. 1950
- Robert Haas, Anton Bruckner, 2e impression (Réimpression de l'édition Athenaion, Potsdam, 1934), Laaber Verlag, Ratisbonne, 1980.  (ISBN 3-9215-1841-5)
- Hansjürgen Schäfer, Anton Bruckner. Ein Führer durch Leben und Werk. Henschel Verlag, Berlin, 1996.  (ISBN 3-7618-1590-5)
- Uwe Harten, Anton Bruckner. Ein Handbuch. Residenz Verlag, Salzbourg, 1996.  (ISBN 3-7017-1030-9).
- Keith William Kinder, The Wind and Wind-Chorus Music of Anton Bruckner, Greenwood Press, Westport, CT, 2000.  (ISBN 0-313-30834-9).
- John Williamson, The Cambridge Companion to Bruckner, Cambridge University Press, Cambridge, 2004.  (ISBN 0-521-80404-3)
- Cornelis van Zwol, Anton Bruckner - Leven en Werken, Uit. Thot, Bussum, Pays-Bas, 2012.  (ISBN 978-90-6868-590-9)
- Crawford Howie, Anton Bruckner - A documentary biography, édition révisée en ligne